# HD 62226
HD 62226，又名CD-38 3556，SAO 198298、HR 2981，是一颗恒星，视星等为5.42，位于銀經252.51，銀緯-7.69，其B1900.0坐标为赤經7h 37m 44.7s，赤緯-38° -7.69′ 59″。